# Freeburg (Illinois)
Pour les articles homonymes, voir Freeburg.
Freeburg est une ville de l'Illinois, dans le comté de Saint Clair aux États-Unis.